# Nickson Chilangwa
Nickson Chilangwa (* 10. Januar 1969) ist ein sambischer Politiker der Patriotic Front (PF).

## Leben
Chilangwa war nach verschiedenen Ausbildungen und Fortbildungen als Hotel- und Gaststättenberater tätig. Er wurde 2011 als Kandidat der Patriotic Front (PF) im Wahlkreis Kawambwa erstmals zum Mitglied der Nationalversammlung Sambias gewählt sowie bei der Wahl am 11. August 2016 wiedergewählt. Zunächst war er Hinterbänkler und danach von Januar 2015 bis Mai 2016 Mitglied des Ausschusses für Wirtschaft, Energie und Arbeit sowie zugleich zwischen September 2015 und Mai 2016 auch Mitglied des Jugend- und Sportausschusses der Nationalversammlung.
Im August 2016 berief Präsident Edgar Lungu ihn zum Provinzminister für die Provinz Luapula in dessen Kabinett.